# Cube (transport)
Cube is een veelgebruikte term in het transportwezen. Hiermee wordt aangeduid hoeveel kubieke meter een vrachtwagen kan laden.
De term wordt zowel letterlijk als figuurlijk gebruikt.
In de letterlijke betekenis slaat hij op het aantal kubieke meter vrachtruimte in de vrachtwagen.
Figuurlijk wordt de term gebruikt om het aantal kubieke meter laadvermogen weer te geven vóór samenpersing door het persmechanisme van de wagen.